# Stalden im Emmental

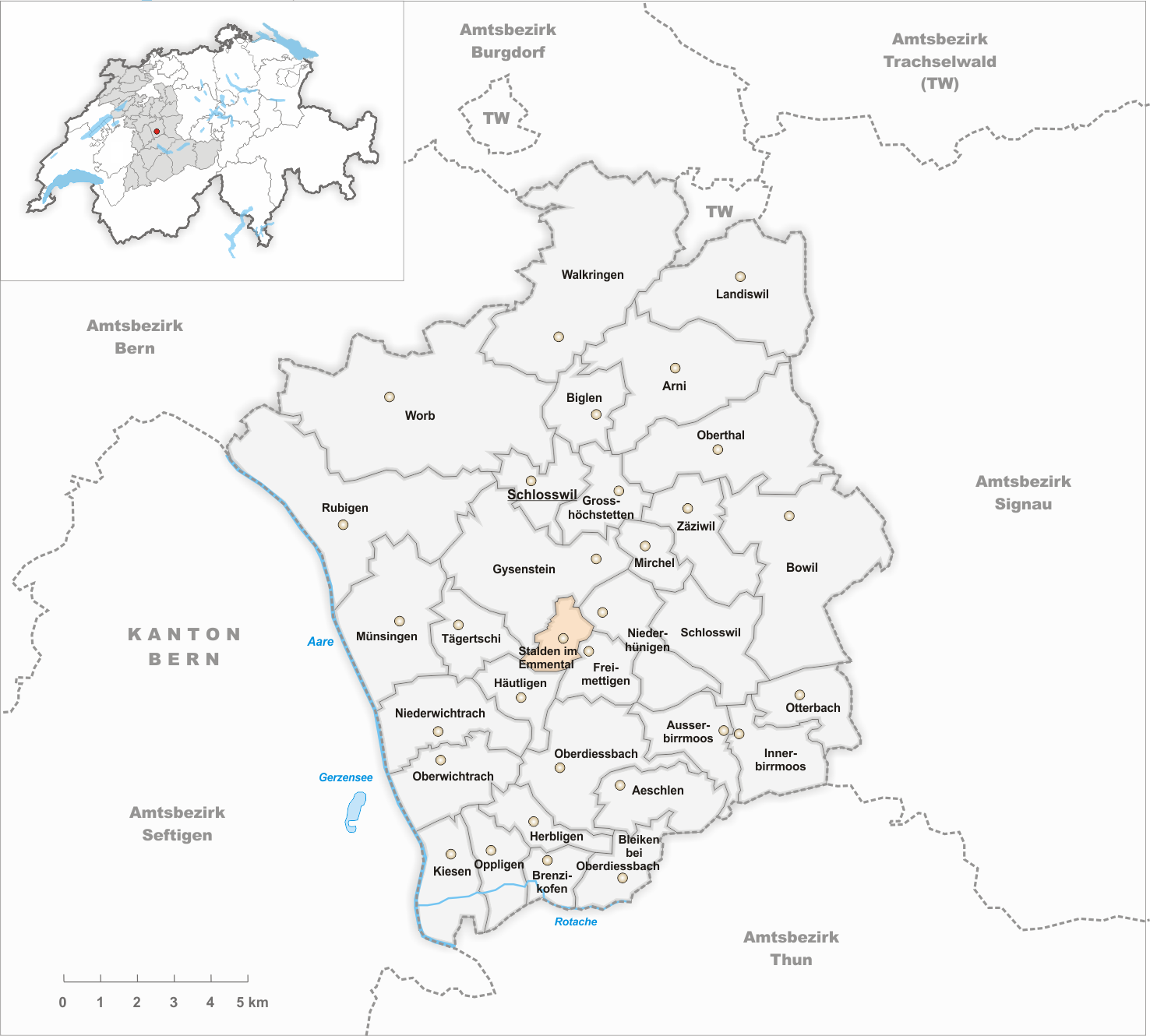
Gemeindestand vor der Fusion am 1. Januar 1933

Stalden im Emmental ist eine Ortschaft der Gemeinde Konolfingen im Verwaltungskreis Bern-Mittelland des Kantons Bern in der Schweiz. Am 1. Januar 1933 wurde die ehemalige Gemeinde mit der Gemeinde Gysenstein zur Gemeinde Konolfingen fusioniert.

## Söhne und Töchter von Stalden
- Friedrich Dürrenmatt (1921–1990), Schriftsteller, Dramatiker und Maler